# معامل امتصاص
معامل امتصاص أو معامل توهين في الكيمياء والفيزياء (بالإنجليزية:attenuation coefficient)هو قيمة تحدد نفاذية الضوء في مادة، أو نفاذية الصوت في مادة، أو نفاذية جسيم في مادة. ومعامل امتصاص كبير معناه أن الشعاع النافذ في المادة يتوهن (يضعف) خلال تخلل المادة، ويعني معامل امتصاص صغير أن المادة تكون شفافة للشعاع المار فيها. ويُعين معامل الامتصاص بمقلوب الطول، أي أن وحدته 1/سنتيمتر.
وأحيانا يسمى معامل الامتصاص معامل التوهين الخطي.

## توهين الأشعة الكهرومغناطيسية
عندما يقابل شعاع من الموجات الكهرومغناطيسية سطح جسم ينعكس جزء منه وينفذ جزء آخر في مادة الجسم ويُمتص جزء في الجسم. وتُزيد الطاقة الممتصة الطاقة الداخلية للجسم. ويعطي عن معامل الامتصاص (وبالتالي معامل الامتصاص الطيفي) مقدار الجزء الممتص من الشعاع الأولي الداخل. ومقدار ذلك الجزء يقع بين 0 و1 فإذا أقترب معامل الامتصاص من الصفر فتكون المادة شفافة للشعاع وبالعكس إذا زاد معامل الامتصاص واقترب من 1 معناه الشعاع الداخل يكاد أن يمتص بالكامل.
ويعتمد معامل الامتصاص على تردد الشعاع الساقط.

## معادلة بير-لامبرت
توصف العلاقة بين شدة الشعاع النافذ {\displaystyle I} والشعاع الساقط {\displaystyle I_{0}} بقانون بير-لامبرت، وهو ينص على:
{\displaystyle I=I_{0}\,e^{-\alpha \,x},}
حيث:
{\displaystyle x} هو مسافة النفاذية في المادة
{\displaystyle \alpha } معامل الامتصاص (أو معامل التوهين الخطي).
وتوجد قيمة نصف الطبقة Half Value Layer وهي تعني سمك المادة الذي يؤدي إلى تهدئة شدة الشعاع الساقط إلى النصف.
ويستخدم المهندسون تلك المعادلات لحساب سمك الجدران مثلا للحماية من الإشعاع الضار. ونحصل على معامل امتصاص مادة عن طريق قسمة شدة الشعاع النافذ إلى شدة الشعاع الساقط {\displaystyle I/I_{0}}.
والعلاقة بين معامل التهدئة الخطي ومعامل التهدئة الوزني هي أن معامل التوهين الوزني يساوي
{\displaystyle \alpha /\rho },
حيث: {\displaystyle \rho } هي الكثافة جرام/سم3.
وعندما نطبق ذلك المعامل في قانون بير-لامبرت فنقوم بالتعويض عن حاصل ضرب الكول في الكثافة بما يسمى «سمك الكتلة» التي هي «كتلة وحدة المساحة» (أي وزن قضيب من الحائط مساحته 1 سم مربع وطوله يساوي سمك الحائط).
The linear attenuation coefficient is also inversely related to مسار حر وسطي. Moreover, it is very closely related to the مقطع امتصاص.

## التهدئة والامتصاص
يستخدم التعبيران معامل الامتصاص ومعامل التوهين بالتبادل بصفة عامة، ولكن في بعض الأحيان يجب التفرقة بينهما، كالآتي.
عندما يمر شعاع ضوء مسدد collimated في مادة، يفقد الشعاع شدته بطريقتين: امتصاص المادة للشعاع الضوئي وعن طريق التبعثر حيث تغير الفوتونات اتجاهها.
ومعنى ذلك أن «معامل الامتصاص» يقيس فقط انخفاض شدة شعاع الضوء في المادة بسبب امتصاص المادة له، بينما يقيس معامل التهدئة مجموع فقد شدة الضوء بسبب البعثرة والامتصاص.

## اقرأ أيضا
- مقطع تصادم (فيزياء)
- امتصاص (إشعاع كهرومغناطيسي)
- مقطع نووي
- مقطع نيوتروني
- حافة كومبتون
- تأثير كومبتون
- نفاذية (علم البصريات)
- توهين
- طيف امتصاص
- حيود
- مقطع نيوتروني